# 日本二列鰓
日本二列鳃（學名：Bornella hermanni）是二列鰓海牛科二列鰓屬的一個海蛞蝓物種，屬於一種裸鰓目的腹足綱軟體動物。

## 分佈
生活於南中國海的香港及海南島海域和日本。

## 外部連結
- 維基物種上的相關：日本二列鰓